# Douala
Douala är en hamnstad i västra Kamerun. Den är Kameruns viktigaste affärscentrum och landets största stad med 1 907 479 invånare vid folkräkningen 2005. Doualas hamn är den största i Kamerun och en av de viktigaste i Centralafrika. Douala är beläget vid Wouriflodens utlopp i Atlanten, på flodens södra strand. På andra sidan floden ligger bland annat orten Bonabéri. Det finns endast en bro för att ta sig från ena sidan floden till den andra.

## Vänorter
Douala har följande vänorter:
- Trieste, Italien
- Philadelphia, USA
- Dakar, Senegal
- Guvernementet Sfax, Tunisien
- Windhoek, Namibia
- Ouagadougou, Burkina Faso